# El Retorno (ort)
El Retorno är en ort i Colombia.   Den ligger i departementet Guaviare, i den centrala delen av landet, 300 km sydost om huvudstaden Bogotá. El Retorno ligger 205 meter över havet och antalet invånare är 3 362.
Terrängen runt El Retorno är platt. Runt El Retorno är det mycket glesbefolkat, med 2 invånare per kvadratkilometer. Omgivningarna runt El Retorno är huvudsakligen savann.